# Granyena de Segarra
Granyena de Segarra – gmina w Hiszpanii, w prowincji Lleida, w Katalonii, o powierzchni 16,41 km². W 2011 roku gmina liczyła 136 mieszkańców.